# English Football League Championship 2016-17
La English Football League Championship 2016-17, también llamada Sky Bet Championship por razones de patrocinio, es la décima segunda edición de la segunda división inglesa desde su fundación en 2004. Un total de 24 equipos disputarán la liga, incluyendo 18 equipos de la Football League Championship 2015-16, tres relegados de la Premier League 2015-16 y tres promovidos del Football League One 2015-16.

## Ascensos y descensos

### Ascensos
Burnley aseguró el ascenso a la Premier League 2016-17. Middlesbrough consiguió el ascenso. Hull City fue el tercer equipo que consiguió el ascenso tras ganar la final de los play-offs ante Sheffield Wednesday
Wigan Athletic consiguió el ascenso a la Championship. Burton Albion aseguró el ascenso al Campeonato. El Barnsley FC le gana el partido por el ascenso al Millwall FC en la final de los play-offs.

### Descensos
Newcastle United, Norwich City y Aston Villa fueron los tres equipos que descendieron de la Premier League 2015-16. Aston Villa fue el primero en hacerlo. Norwich City le siguió. Newcastle United fue el último equipo en descender.  
Bolton Wanderers fue relegado, junto con Charlton Athletic y Milton Keynes Dons a la League One. 
| Pos | a Premier League 2016/17 |
| --- | ------------------------ |
| 1º  | Burnley                  |
| 2º  | Middlesbrough            |
| 3°  | Hull City                |

| Pos | a Football League Championship 2016/17 |
| --- | -------------------------------------- |
| 18º | Newcastle United                       |
| 19º | Norwich City                           |
| 20º | Aston Villa                            |

| Pos | a Football League Championship 2016/17 |
| --- | -------------------------------------- |
| 1º  | Wigan Athletic                         |
| 2º  | Burton Albion                          |
| 3º  | Barnsley                               |

| Pos | a EFL League One   |
| --- | ------------------ |
| 22º | Charlton Athletic  |
| 23º | Milton Keynes Dons |
| 24º | Bolton Wanderers   |

## Datos de los clubes
| Equipo                  | Entrenador              | Capitán          | Estadio              | Firma deportiva |
| ----------------------- | ----------------------- | ---------------- | -------------------- | --------------- |
| Aston Villa             | Steve Bruce             | Micah Richards   | Villa Park           | Under Armour    |
| Barnsley                | Paul Heckingbottom      | Conor Hourihane  | Oakwell Stadium      | Puma            |
| Birmingham City         | Gianfranco Zola         | Paul Robinson    | St Andrew's Stadium  | Adidas          |
| Blackburn Rovers        | Owen Coyle              | Grant Hanley     | Ewood Park           | Nike            |
| Brentford               | Dean Smith              | Jake Bidwell     | Griffin Park         | Adidas          |
| Brighton & Hove Albion  | Chris Hughton           | Gordon Greer     | Falmer Stadium       | Nike            |
| Bristol City            | Lee Johnson             | Aaron Wilbraham  | Ashton Gate Stadium  | Bristol Sport   |
| Burton Albion           | Nigel Clough            | John Mousinho    | Pirelli Stadium      | TAG             |
| Cardiff City            | Neil Warnock            | David Marshall   | Cardiff City Stadium | Adidas          |
| Derby County            | Steve McClaren          | Chris Baird      | Pride Park Stadium   | Umbro           |
| Fulham                  | Slaviša Jokanović       | Scott Parker     | Craven Cottage       | Adidas          |
| Huddersfield Town       | David Wagner            | Mark Hudson      | John Smith's Stadium | Puma            |
| Ipswich Town            | Mick McCarthy           | Luke Chambers    | Portman Road         | Adidas          |
| Leeds United            | Garry Monk              | Sol Bamba        | Elland Road          | Kappa           |
| Newcastle United        | Rafa Benítez            | Jamaal Lascelles | St James' Park       | Puma            |
| Norwich City            | Alex Neil               | Russell Martin   | Carrow Road          | Erreà           |
| Nottingham Forest       | Philippe Montanier      | Chris Cohen      | City Ground          | Adidas          |
| Preston North End       | Simon Grayson           | Tom Clarke       | Deepdale             | Nike            |
| Queens Park Rangers     | Jimmy Floyd Hasselbaink | Nedum Onuoha     | Loftus Road          | Dryworld        |
| Reading                 | Jaap Stam               | Paul McShane     | Madejski Stadium     | Puma            |
| Rotherham United        | Kenny Jackett           | Lee Frecklington | New York Stadium     | Puma            |
| Sheffield Wednesday     | Carlos Carvalhal        | Glenn Loovens    | Estadio Hillsborough | Sondico         |
| Wigan Athletic          | Gary Caldwell           | Craig Morgan     | DW Stadium           | Kappa           |
| Wolverhampton Wanderers | Walter Zenga            | Richard Stearman | Molineux Stadium     | Puma            |

## Cambios de entrenadores
| Equipo              | Entrenador (Jornadas)                                                |
| ------------------- | -------------------------------------------------------------------- |
| Aston Villa         | Roberto Di Matteo (1-11) Steve Clarke (12) Steve Bruce (13-46)       |
| Cardiff City        | Paul Trollope (1-11) Neil Warnock (12-46)                            |
| Derby County        | Nigel Pearson (1-11) Steve McClaren (12-37) Gary Rowett (38-46)      |
| Rotherham United    | Alan Stubbs (1-11) Kenny Jackett (12-18) Paul Warne (19-46)          |
| Wolverhampton       | Walter Zenga (1-11) Paul Lambert (12-46)                             |
| Wigan Athletic      | Gary Caldwell (1-11) Warren Joyce (12-37) Grahan Barrow (38-46)      |
| Queens Park Rangers | Jimmy Floyd Hasselbaink (1-16) Ian Holloway (17-46)                  |
| Birmingham City     | Gary Rowett (1-20) Gianfranco Zola (21-42) Harry Redknapp (43-46)    |
| Nottingham Forest   | Philippe Montanier (1-26) Gary Brazil (27-37) Mark Warburton (38-46) |
| Blackburn Rovers    | Owen Coyle (1-27) Tony Mowbray (28-46)                               |
| Norwich City        | Alex Neil (1-37) Alan Irvine (38-46)                                 |

## Clasificación
Los dos primeros equipos de la clasificación ascienden directamente a la Premier League 2017-18, los clubes ubicados del tercer al sexto puesto disputan un play-off para determinar un tercer ascenso.
|  | Pos. | Equipo                     | PJ | PG | PE | PP | GF | GC | Dif. | Pts. |
|  | ---- | -------------------------- | -- | -- | -- | -- | -- | -- | ---- | ---- |
|  | 1.   | Newcastle United (C) (A)   | 46 | 29 | 7  | 10 | 85 | 40 | +45  | 94   |
|  | 2.   | Brighton & Hove Albion (A) | 46 | 28 | 9  | 9  | 74 | 40 | +34  | 93   |
|  | 3.   | Reading                    | 46 | 26 | 7  | 13 | 68 | 64 | +4   | 85   |
|  | 4.   | Sheffield Wednesday        | 46 | 24 | 9  | 13 | 60 | 45 | +15  | 81   |
|  | 5.   | Huddersfield Town (A)      | 46 | 25 | 6  | 15 | 56 | 58 | −2   | 81   |
|  | 6.   | Fulham                     | 46 | 22 | 14 | 10 | 85 | 57 | +28  | 80   |
|  | 7.   | Leeds United               | 46 | 22 | 9  | 15 | 61 | 47 | +14  | 75   |
|  | 8.   | Norwich City               | 46 | 20 | 10 | 16 | 85 | 69 | +16  | 70   |
|  | 9.   | Derby County               | 46 | 18 | 13 | 15 | 54 | 50 | +4   | 67   |
|  | 10.  | Brentford                  | 46 | 18 | 10 | 18 | 75 | 65 | +10  | 64   |
|  | 11.  | Preston North End          | 46 | 16 | 14 | 16 | 64 | 63 | +1   | 62   |
|  | 12.  | Cardiff City               | 46 | 17 | 11 | 18 | 60 | 61 | −1   | 62   |
|  | 13.  | Aston Villa                | 46 | 16 | 14 | 16 | 47 | 48 | −1   | 62   |
|  | 14.  | Barnsley                   | 46 | 15 | 13 | 18 | 64 | 67 | −3   | 58   |
|  | 15.  | Wolverhampton Wanderers    | 46 | 16 | 10 | 20 | 54 | 58 | −4   | 58   |
|  | 16.  | Ipswich Town               | 46 | 13 | 16 | 17 | 48 | 58 | −10  | 55   |
|  | 17.  | Bristol City               | 46 | 15 | 9  | 22 | 60 | 66 | −6   | 54   |
|  | 18.  | Queens Park Rangers        | 46 | 15 | 8  | 23 | 52 | 66 | −14  | 53   |
|  | 19.  | Birmingham City            | 46 | 13 | 14 | 19 | 46 | 65 | −19  | 53   |
|  | 20.  | Burton Albion              | 46 | 13 | 13 | 20 | 49 | 63 | −14  | 52   |
|  | 21.  | Nottingham Forest          | 46 | 14 | 9  | 23 | 62 | 72 | −10  | 51   |
|  | 22.  | Blackburn Rovers (D)       | 46 | 12 | 15 | 19 | 53 | 65 | −12  | 51   |
|  | 23.  | Wigan Athletic (D)         | 46 | 10 | 12 | 24 | 40 | 57 | −17  | 42   |
|  | 24.  | Rotherham United (D)       | 46 | 5  | 8  | 33 | 40 | 98 | −58  | 23   |

Pts. = Puntos; P. J. = Partidos jugados; G. = Partidos ganados; E. = Partidos empatados; P. = Partidos perdidos; G. F. = Goles a favor; G. C. = Goles en contra; Dif. = Diferencia de goles
(A) Ascendido 

(D) Descendido 

|  | Asciende a la Premier League            |
|  | Clasificado para el play-off de ascenso |
|  | Desciende a EFL League One              |

### Play-Offs por el tercer ascenso a laPremier League
|  | Semifinales            | Semifinales | Semifinales            |       |         | Final | Final |  |
|  |                        |             |                        |       |         |       |       |  |
|  |                        |             |                        |       |         |       |       |  |
|  | Reading                | 1           | 1                      |       |         |       |       |  |
|  | Reading                | 1           | 1                      |       |         |       |       |  |
|  | Fulham                 | 1           | 0                      |       |         |       |       |  |
|  | Fulham                 | 1           | 0                      |       | Reading | 0 (3) |       |  |
|  |                        |             |                        |       | Reading | 0 (3) |       |  |
|  |                        |             | Huddersfield Town (p.) | 0 (4) |         |       |       |  |
|  | Sheffield Wednesday    | 0           | Huddersfield Town (p.) | 0 (4) | 1 (3)   |       |       |  |
|  | Sheffield Wednesday    | 0           |                        |       | 1 (3)   |       |       |  |
|  | Huddersfield Town (p.) | 0           | 1 (4)                  |       |         |       |       |  |
|  | Huddersfield Town (p.) | 0           | 1 (4)                  |       |         |       |       |  |
|  |                        |             |                        |       |         |       |       |  |

### Semifinales
| 13 de mayo de 2017 | Fulham      | 1:1 (0:0) | Reading   | Craven Cottage, Hammersmith y Fulham, Londres |                            |
|                    | Cairney 65' | Reporte   | Obita 53' | Árbitro(s): Stuart Attwell                    | Árbitro(s): Stuart Attwell |

| 16 de mayo de 2017 | Reading        | 1:0 (0:0) | Fulham | Madejski Stadium, Reading                               |                                                         |
|                    | Kermorgant 49' | Reporte   |        | Asistencia: 22.044 espectadores Árbitro(s): M. Atkinson | Asistencia: 22.044 espectadores Árbitro(s): M. Atkinson |

| 14 de mayo de 2017 | Huddersfield Town | 0:0     | Sheffield Wednesday | John Smith's Stadium, Huddersfield                     |                                                        |
|                    |                   | Reporte |                     | Asistencia: 20.357 espectadores Árbitro(s): P. Tierney | Asistencia: 20.357 espectadores Árbitro(s): P. Tierney |

| 17 de mayo de 2017 | Sheffield Wednesday                           | 1:1 (0:0) (t. s.)(3-4 p.)  | Huddersfield Town                    | Hillsborough Stadium, Sheffield |             |
|                    | Fletcher 51'                                  | Reporte                    | Lees 73' a.g.                        | Árbitro(s):                     | Árbitro(s): |
|                    |                                               | Tiros desde el punto penal |                                      |                                 |             |
|                    | Hutchinson · Bannan · Lee · Hunt · Forestieri |                            | Löwe · Hefele · Wells · Mooy · Payne |                                 |             |

### Final
| 29 de mayo de 2017 | Reading | 0:0 (3:4 p.) | Huddersfield Town | Estadio de Wembley, Londres |  |
|                    |         |              |                   | Árbitro(s): [[]]            |  |

## Goleadores
| Jugador       | Equipo                 | Goles |
| ------------- | ---------------------- | ----- |
| Chris Wood    | Leeds United           | 27    |
| Dwight Gayle  | Newcastle United       | 23    |
| Tammy Abraham | Bristol City           | 23    |
| Glenn Murray  | Brighton & Hove Albion | 23    |